# Muhammad al-Munsif

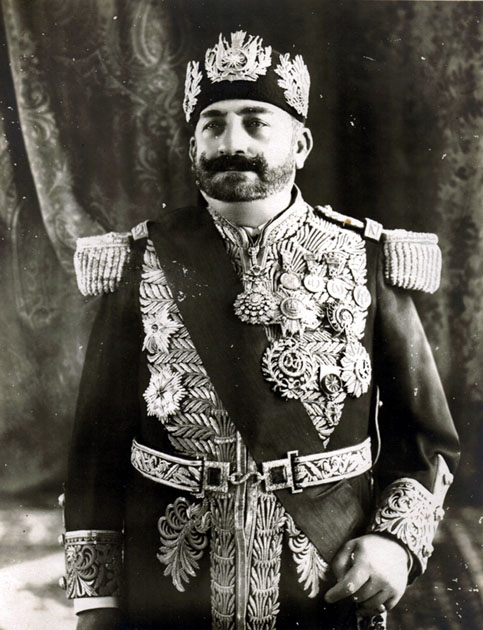
Muhammad al-Munsif Bey

Muhammad al-Munsif Bey (Arabisch: محمد المنصف باي, Muḥammad al-Munṣif Bāy) (Manouba, 4 maart 1881 - Pau, 1 september 1948), algemeen bekend als Moncef Bey, was de bey van Tunis van juni 1942 tot mei 1943. Hij was de voorlaatste heerser uit de dynastie der Hoesseinieten.
Moncef Bey wordt tegenwoordig gezien als een van de belangrijkste figuren van de nationalistische beweging die leidde tot de onafhankelijkheid van Tunesië in 1956. Zijn korte regeerperiode werd gekenmerkt door de strijd tegen corruptie en de verdediging van vervolgde Joden.

## Levensloop
Als jongeman onderscheidde Moncef Bey zich tijdens de gebeurtenissen van april 1922, toen hij de nationalistische Destourbeweging steunde en zijn vader Naceur Bey overhaalde om haar vertegenwoordigers te ontvangen. Hij volgde Ahmad II op als bey na diens dood op 19 juni 1942. Hij stelde zich neutraal op tussen enerzijds de Duitsers en Italianen, die Tunesië vanaf november 1942 bezetten, en anderzijds de geallieerden. 
Op 2 juli 1942 werd Moncef Bey door het Vichy-regime onderscheiden met het Grootkruis van het Légion d'honneur. Toch had Frankrijk moeite met zijn houding. Zo bevestigde hij in een memorandum van 2 augustus 1942 aan maarschalk Pétain, overhandigd door zijn grootvizier Hédi Lakhoua, zijn geloof in de soevereiniteit van Tunesië, onverminderd het Franse protectoraat. Hij drong aan op de oprichting van een raadgevende wetgevende raad waarin Tunesiërs de overhand zouden hebben, op toegang voor Tunesiërs tot overheidsfuncties, en op maatregelen tegen armoede en werkloosheid. Hij wilde ook verplicht onderwijs in het Arabisch, de nationalisatie van belangrijke bedrijven en een reeks verdere maatregelen met nationalistisch karakter.
Op 12 oktober 1942, tijdens de Eid al-Fitr-ceremonies in het paleis van La Marsa, sprak Moncef Bey er zijn verbazing over uit dat er geen enkele Tunesiër was tussen het hoge regeringspersoneel dat daar aanwezig was met de Franse Resident-Generaal, Admiraal Jean-Pierre Esteva. Esteva antwoordde "seuls les Français sont aptes aux postes de commande" ("alleen Fransen zijn geschikt voor gezaghebbende posities"). De Bey stuurde daarop een telegram naar maarschalk Pétain met het verzoek om Esteva terug te roepen. De spanning bleef oplopen tussen de Bey en Esteva. Tijdens een zitting van de Ministerraad in december 1942 kwam het tot een confrontatie tussen Esteva en Minister van Justitie Abdeljelil Zaouche nadat de Minister zijn bedenkingen had geuit over de financiering van de Nationale Gendarmerie, en Esteva boos elke kritiek op de gendarmerie van de hand wees. Moncef Bey beschouwde de toon van de Resident-Generaal als een belediging van zijn vertegenwoordiger en dus van zijn eigen persoon.
Troepen van de Asmogendheden arriveerden in Tunesië op 19 november 1942. De Tunesische veldtocht veranderde een groot deel van het land in een slagveld. Moncef Bey werd geconfronteerd met eisen van Pétain om loyaal te blijven aan Frankrijk en van Theodore Roosevelt om vrije doorgang te verlenen aan de geallieerde troepen. Moncef Bey kondigde de Tunesische neutraliteit af terwijl hij Roosevelt in het geheim informeerde dat Tunesië de Geallieerden zou steunen. Hij weigerde een aanbod van de Italiaanse ambassadeur Bombieri om het Verdrag van Bardo op te zeggen en een nieuw verdrag met Italië te sluiten.
Op 1 januari 1943 benoemde de Bey Mohamed Chenik als zijn nieuwe premier; de Duitse vertegenwoordiger Rudolf Rahn omschreef die als 'half-Amerikaans'. Chenik leidde een regering met daarin de destouriaan Salah Farhat, de neo-destouriaan Mahmoud El Materi en een onafhankelijke, Aziz Djellouli.

### Beschermer van Joden
Zijn voorganger Ahmed Bey werd vaak "Bey van de Fransen" genoemd; hij ondertekende meerdere decreten van het Vichy-regime die nadelig waren voor de Joodse gemeenschap in Tunesië. Moncef Bey daarentegen werd "beschermer van de Joden" genoemd en deed zijn best om te zorgen dat de decreten niet werden uitgevoerd. Hij weigerde ook andere anti-Joodse decreten te ondertekenen, waaronder een die Joden verplichtte de gele ster te dragen, dwangarbeid te verrichten of uit te sluiten van bepaalde activiteiten. Tussen november 1942 en mei 1943, gedurende de bezetting door de Asmogendheden, kwam hij herhaaldelijk tussenbeide om zijn volk, met name de Joodse gemeenschap, te beschermen.

### Afzetting, uitzetting, en dood
Toen de geallieerde troepen Tunis bezetten, vond de Franse koloniale lobby rond Henri Giraud, waaronder de voormalige Resident-Generaal en Vichy-minister Marcel Peyrouton, een voorwendsel om de Bey te beschuldigen van collaboratie met de As-strijdkrachten. Nadat Esteva was gevlucht, werd Generaal Alphonse Juin waarnemend Resident-Generaal. Op 13 mei 1943 eiste Juin op bevel van Giraud de troonsafstand van de Bey, maar die weigerde dat. De volgende dag werd hij per decreet van Giraud afgezet en door de Franse luchtmacht het land uit gevlogen. Hij werd op 15 mei 1943 opgevolgd door zijn achterneef, Lamine Bey.
Moncef Bey werd naar Laghouat in het zuiden van Algerije gestuurd, waar hij op 8 juli formeel afstand deed van de troon. Vervolgens werd hij overgebracht naar het stadje Ténès in het noorden van het land en vandaar op 17 oktober 1945 naar Pau, waar hij bleef tot zijn dood op 1 september 1948. Zijn stoffelijk overschot werd teruggebracht naar Tunis en hij werd met alle eer begraven op de begraafplaats van Jellaz, in tegenstelling tot andere regerende leden van zijn familie, die meestal in Tourbet el Bey werden begraven.

## Eerbetoon
Als eerbetoon is de  Place Moncef-Bey in La Marsa op 1 september 2012 officieel naar hem vernoemd door president Moncef Marzouki.